# Африканская звезда
Африканская звезда — государственная военная награда Великобритании и Стран Содружества в период Второй мировой войны.
Является одной из восьми наградных звёзд периода Второй Мировой войны.

## Статут
Звезда вручается военнослужащим, принимавшим участие как минимум один день в военных действиях Второй мировой войны в Северной Африке в период с 10 июня 1940 года по 12 мая 1943 года в зоне Средиземного моря между Суэцким каналом и Гибралтарским проливом, на территориях островов Мальты, в Эфиопии, Кении, Судане, Сомалиленде, Эритрее.
Военнослужащие австралийской армии имели право на получение Африканской звезды при участии в боевых действиях на территории Сирии в период с 8 июня по 11 июля 1941 года.

## Степени
Звезда вручалась в одном классе, однако для определённых категорий военнослужащих были введены металлические накладки на ленту награды:
- — «8» обозначала службу в составе 8-й армии;
- — «1» обозначала службу в составе 1-й армии;
- — «8» и «1» обозначала службу и 8-й и в 1-й армиях;
- — серебряная геральдическая роза обозначала службу в группировке 18-й армии, а также в торговом флоте.

## Описание
Шестиконечная бронзовая звезда высотой 44 и шириной 38 миллиметров. Лучи звезды прямые, заострённые, двугранные. В центре находится круглый медальон с широкой каймой. В медальоне королевская монограмма Георга VI «GRI VI» (Georg VI Reg Imperator), коронованная королевской короной. В кайме надпись: «THE AFRICA STAR».
 Лента песочно-жёлтого цвета с широкой красной полоской по центру и тонкими полосками тёмно-синего цвета слева и светло-голубого цвета справа.